# 城市廣播塔

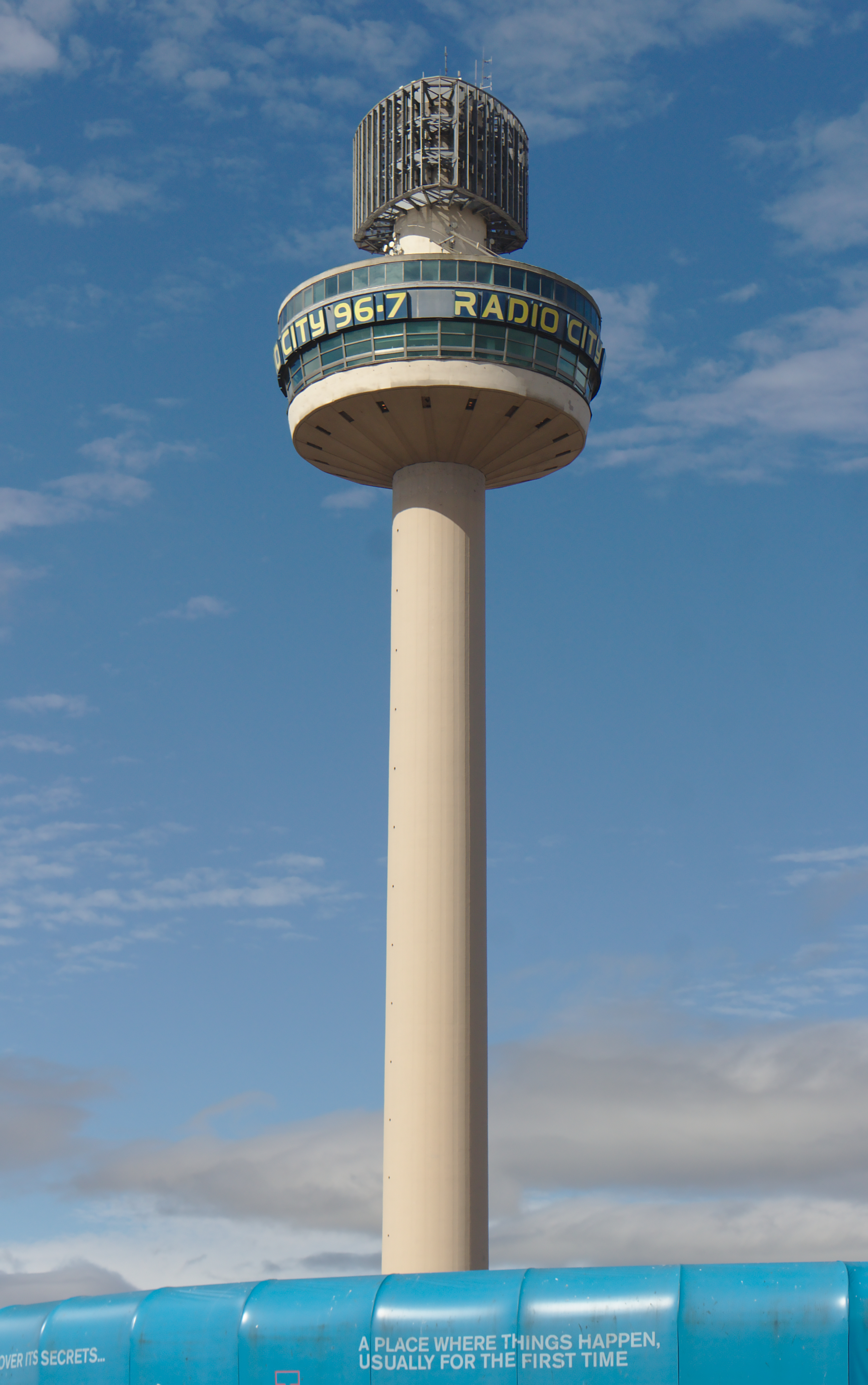
城市廣播塔

城市廣播塔（Radio City Tower）是位於英國英格蘭城市利物浦的一座廣播訊號發射塔和瞭望塔，建設與1969年，由英國女王伊麗莎白二世揭幕。城市廣播塔的設計者是伯明翰人James A. Roberts Associates in Birmingham。城市廣播塔高138米，是利物浦第二高樓，也是英國第32高的建築。2020年11月20日，城市廣播塔被列入英國II級登錄建築。塔的名稱取自於其主要使用者Radio City和Greatest Hits Radio Liverpool & The North West電台。